# Batrachophrynus brachydactylus
Batrachophrynus brachydactylus és una espècie de granota que viu al Perú.